# Dewy's Adventure
Dewy's Adventure (水精デューイの大冒険！！ Suisei Dewy no Daibōken?, lit. "¡¡La gran aventura de Dewy la gotita!!") es un videojuego de plataformas para la videoconsola de Wii publicado por Konami en 2007. Fue creado por el mismo equipo que desarrolló Elebits, otro título exclusivo de Wii.
El jugador toma el control de Dewy, una joven gotita de agua poseedora del poder del Árbol de los siete colores que ha de partir en un viaje heroico para recuperar las frutas mágicas perdidas del árbol, y salvar su tierra y sus habitantes, los eau, del malvado Don Hedron.
La versión americana del juego contiene anuncios de la marca de agua embotellada Aquapod de Nestlé.